# 다비트 모지마나슈빌리
다비트 모지마나슈빌리(조지아어: დავით მოძმანაშვილი, 우즈베크어: Davit Modzmanashvili 다비트 모즈마나시빌리, 1986년 11월 9일~)는 조지아 출신 우즈베키스탄의 레슬링 선수이다. 2012년에 영국의 런던에서 열린 하계 올림픽에서 은메달을 획득하였으나 2019년 실시된 도핑 재검사에서 스테로이드 계열의 튜리나볼이 검출됨에 따라 메달이 박탈되었다.